# Ине, Эрнст фон
Эрнст Эберхард фон Ине (нем. Ernst Eberhard von Ihne; 23 мая 1848, Эльберфельд — 21 апреля 1917, Берлин) — немецкий архитектор периода историзма. Придворный строитель кайзера Фридриха III и его сына Вильгельма II. Сын историка Вильгельма Ине.

## Биография

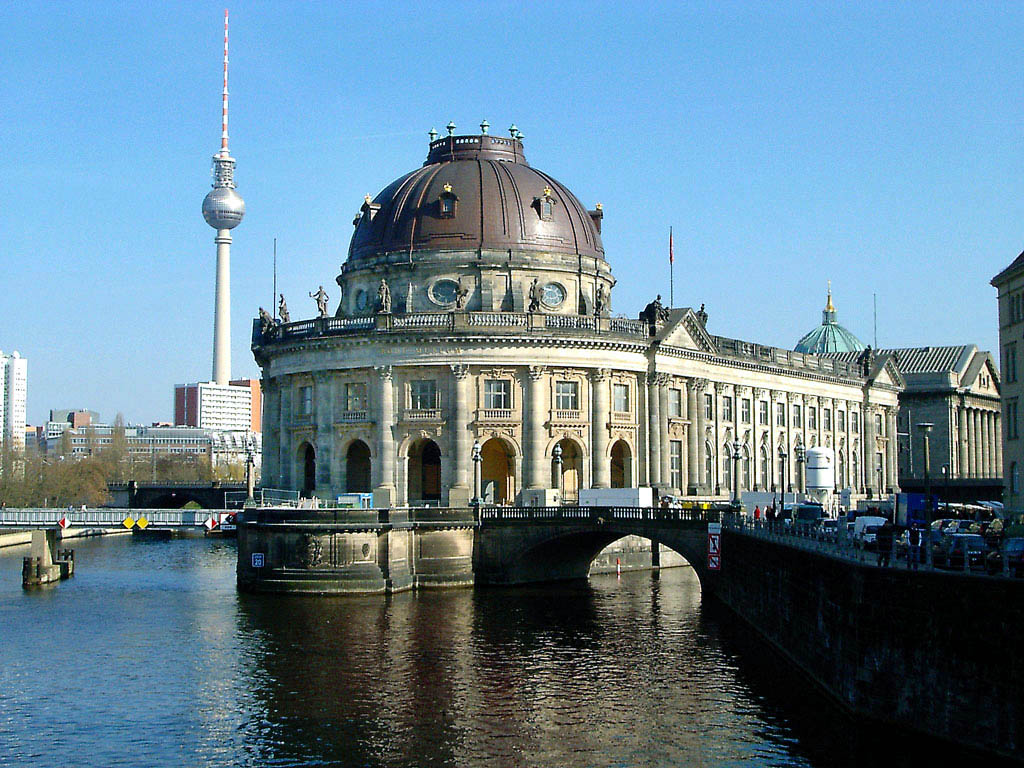
Музей кайзера Фридриха (Музей Боде) в Берлине. 1898–1904

Эрнст фон Ине родился в семье классического филолога и историка Вильгельма Ине. После окончания школы он учился на строительном факультете Технического университета Карлсруэ, в Берлинской строительной академии и Школе изящных искусств в Париже.
В 1877 году он и его партнёр Пауль Штегмюллер открыли в Берлине «Бюро архитектуры и художественных ремёсел» (Büro für Architektur und Kunstgewerbe), где занимались в основном проектированием загородных домов и мебели. Эрнст фон Ине был в числе учредителей Ассоциации берлинских архитекторов (Verein Berliner Architekten).
Ине — один из главных представителей архитектуры периода историзма и эклектики. Ине был близок немецкий ренессанс с французским влиянием. Многие созданные им здания в Берлине выполнены в стиле неоренессанса и немецкого барокко, но в поздний период, после 1900 года, Эрнст фон Ине увлёкся «сельским стилем» английского загородного дома — коттеджа.
Ине был одним из самых известных представителей архитектуры эпохи Фридриха III и Вильгельма II в Германской империи. Первые заказы, полученные фон Ине, — строительство Нового охотничьего замка в Хуммельсхайне (Йена) и оформление офицерского казино лейб-гвардии гусарского полка в Потсдаме. Эти работы понравились императорскому дому. Так Эрнст фон Ине, расставшийся к тому времени со Штегмюллером, получил в 1888 году заказ на строительство дворцовой резиденции Фридрихсфоф в Кронберге. 27 февраля 1906 года император Вильгельм II возвёл его в потомственное дворянство, а также присвоил ему звание тайного советника, придворного архитектора (23 октября 1912 года) и превосходительства (22 марта 1914 года).
Помимо многочисленных вилл, загородных домов и дворцов Ине построил в Берлине здание Королевской библиотеки на Унтер-ден-Линден (ныне Государственная библиотека), здание Музея кайзера Фридриха (ныне Музей Боде), первые здания институтов Общества кайзера Вильгельма в Далеме (ныне корпуса Свободного университета Берлина).
26 января 1913 года Эрнст фон Ине на своей машине столкнулся с встречным трамваем, пытаясь повернуть с Гогенцоллерндамм на Фербеллинерплац. Однако он получил лишь незначительные травмы и смог продолжить обратный путь на другом автомобиле. Он умер 21 апреля 1917 года в возрасте шестидесяти восьми лет в своей квартире на Викториаштрассе, 12. Впоследствии он был похоронен в соборе Святой Ядвиги. В 1956 году его останки были перезахоронены на кладбище Святой Ядвиги на Лизенштрассе. Поскольку эта могила впоследствии оказалась в районе пограничной полосы у Берлинской стены, её сравняли с землей.

## Галерея

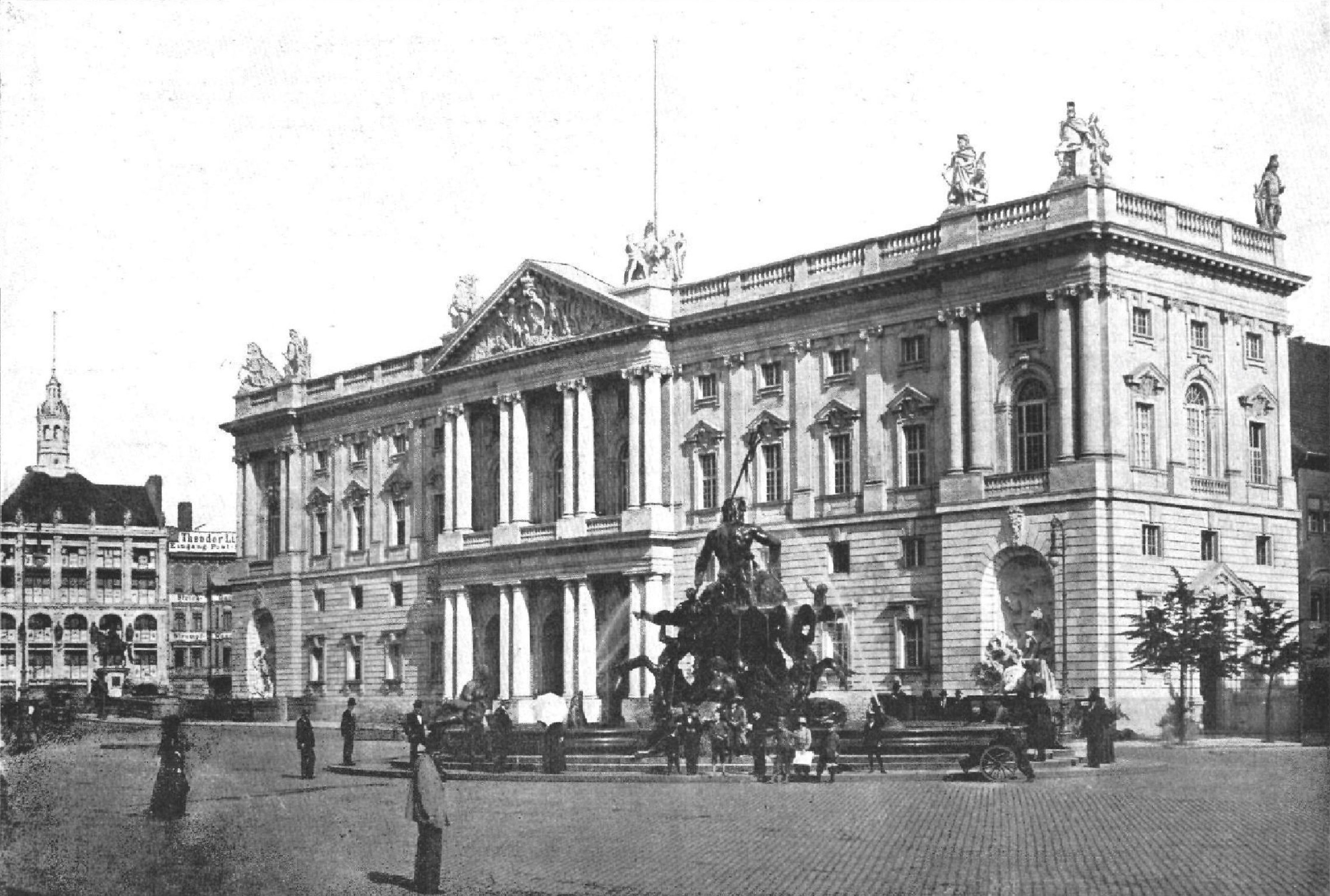
Императорский дворец на Нойер Маршталл Шлоссплатц, Берлин. 1897–1900. Фотография 1901 г.
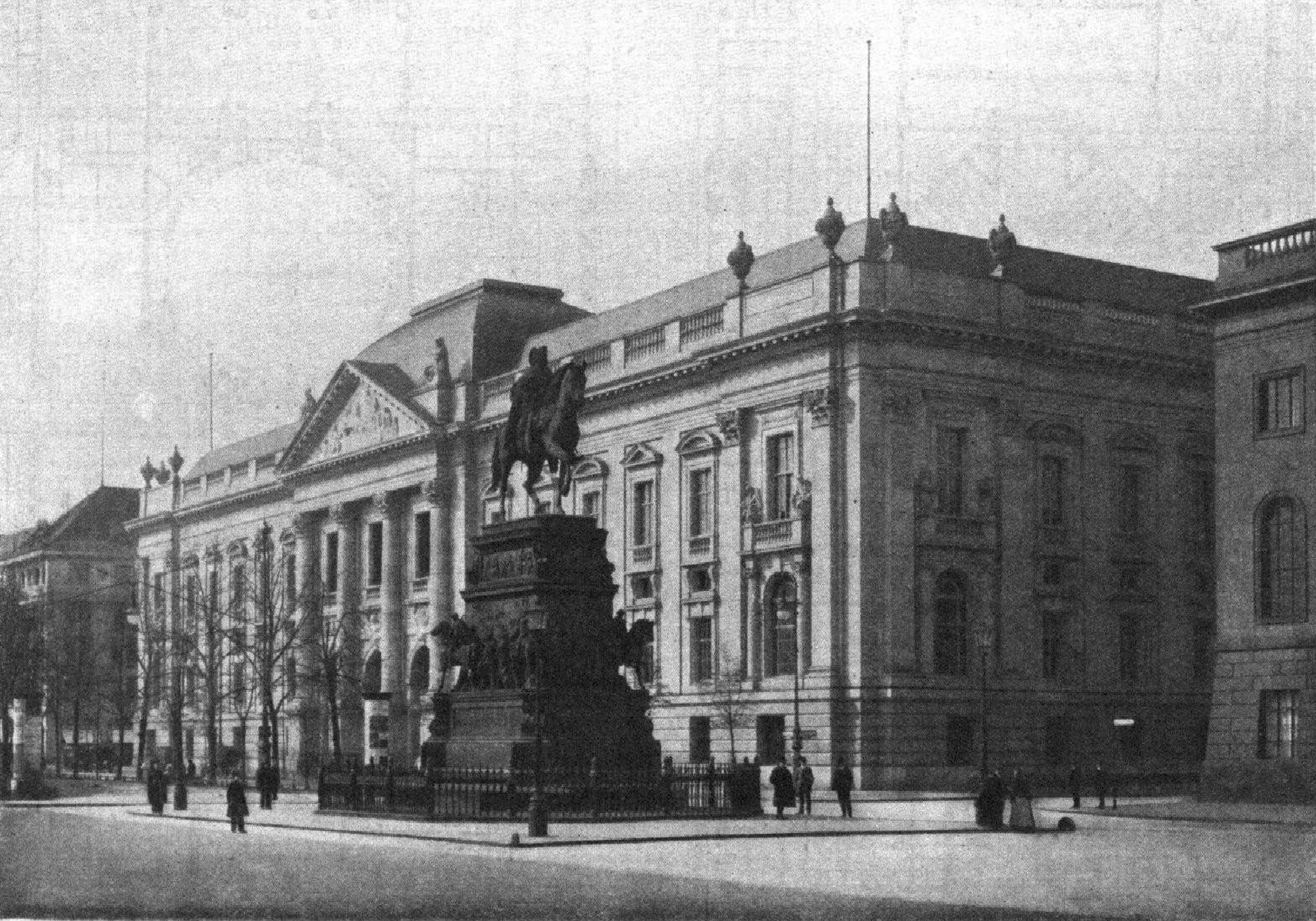
Прусская городская библиотека. Унтер-ден-Линден, Берлин. Фотография 1914 г.
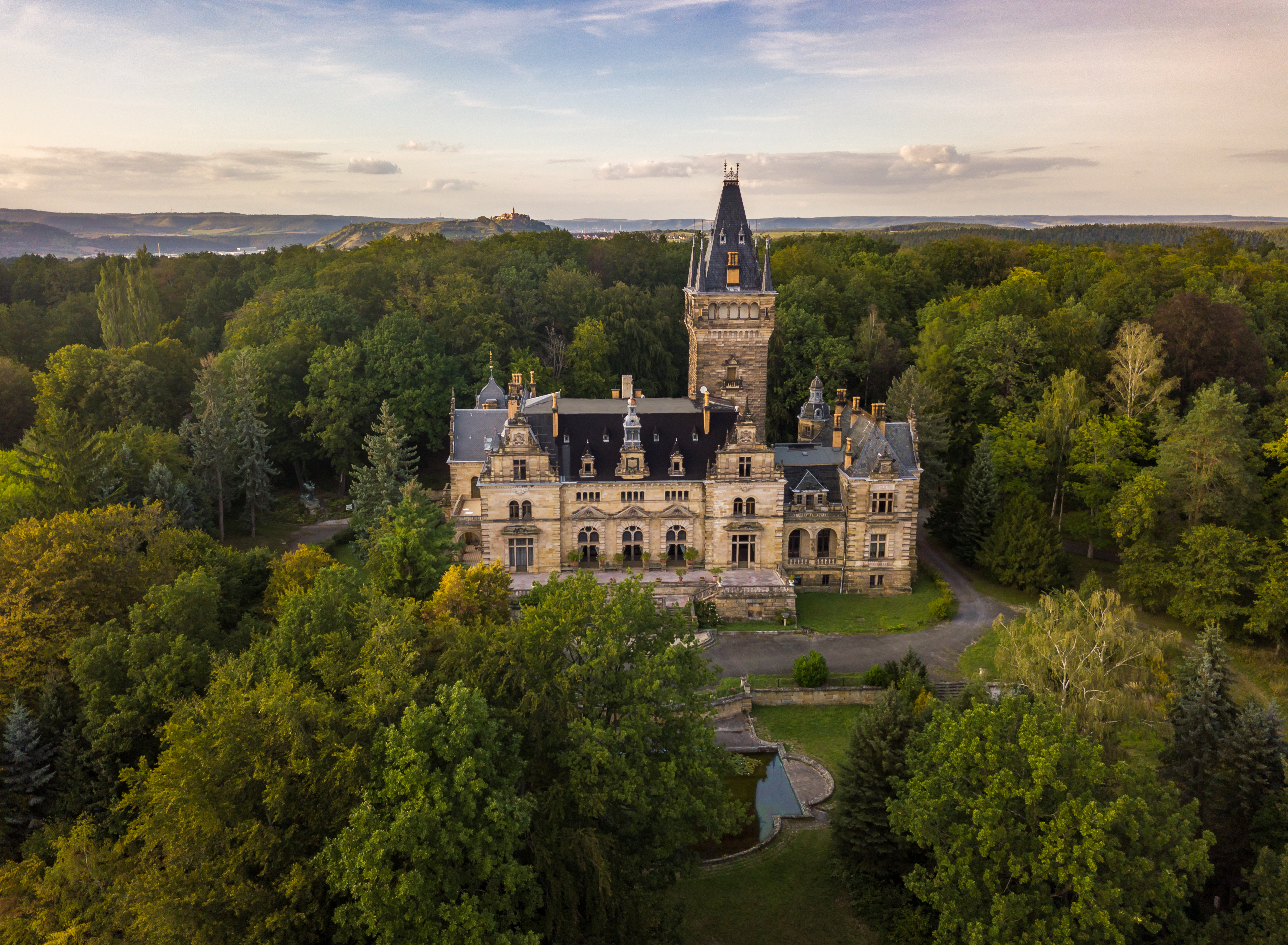
Новый охотничий замок в Хуммельсхайне, Йена
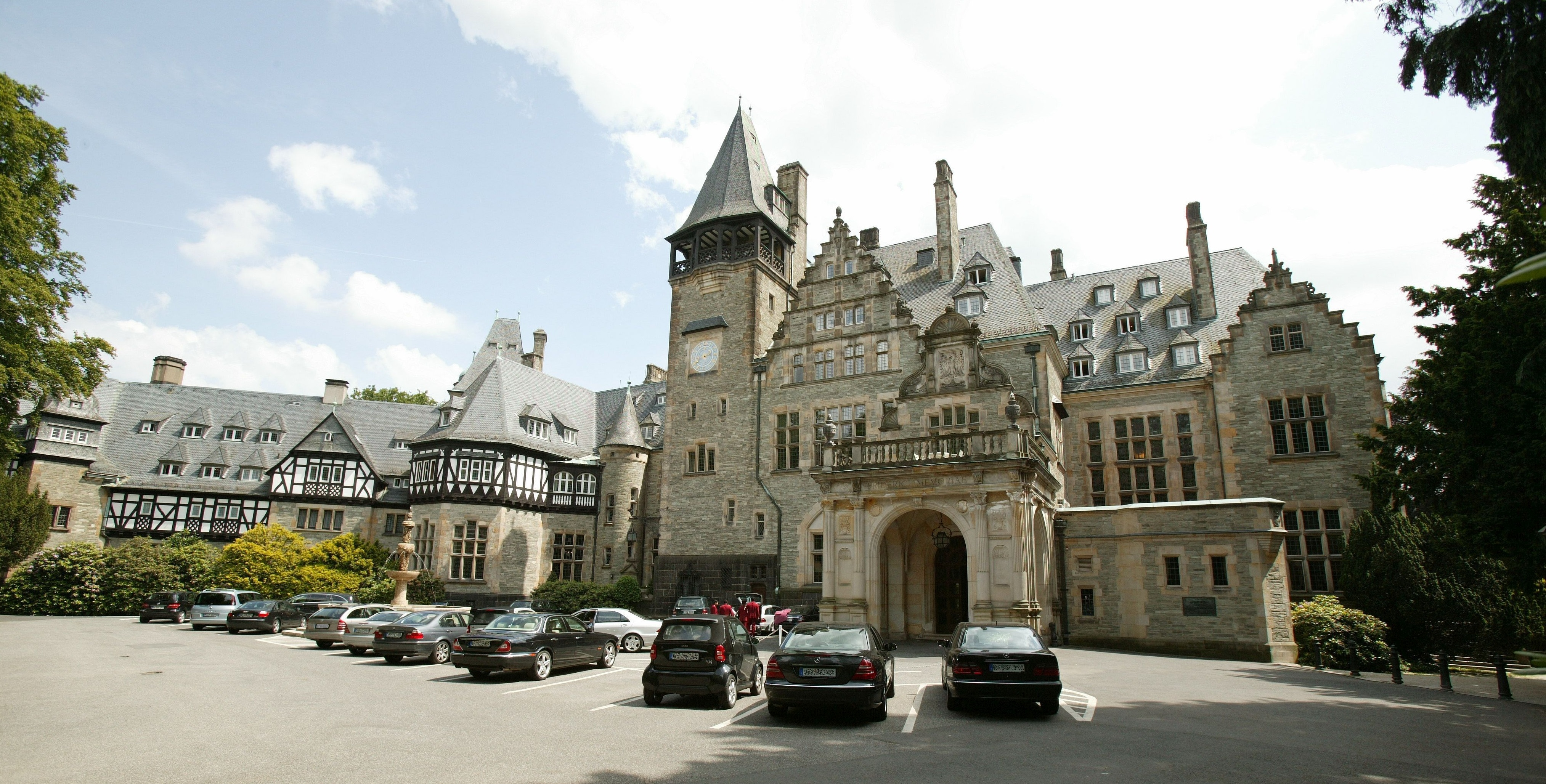
Замок Фридрихсхоф, Кронберг. 1888
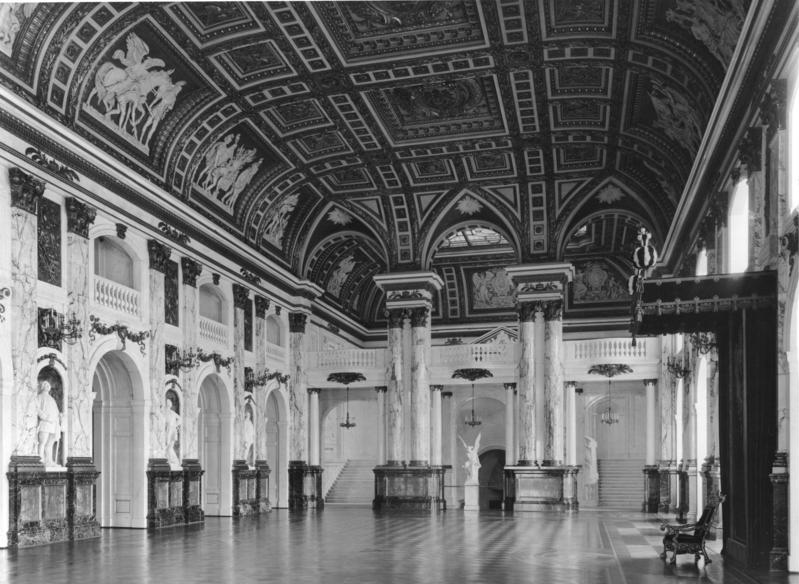
Городской дворец. Белый зал. Берлин
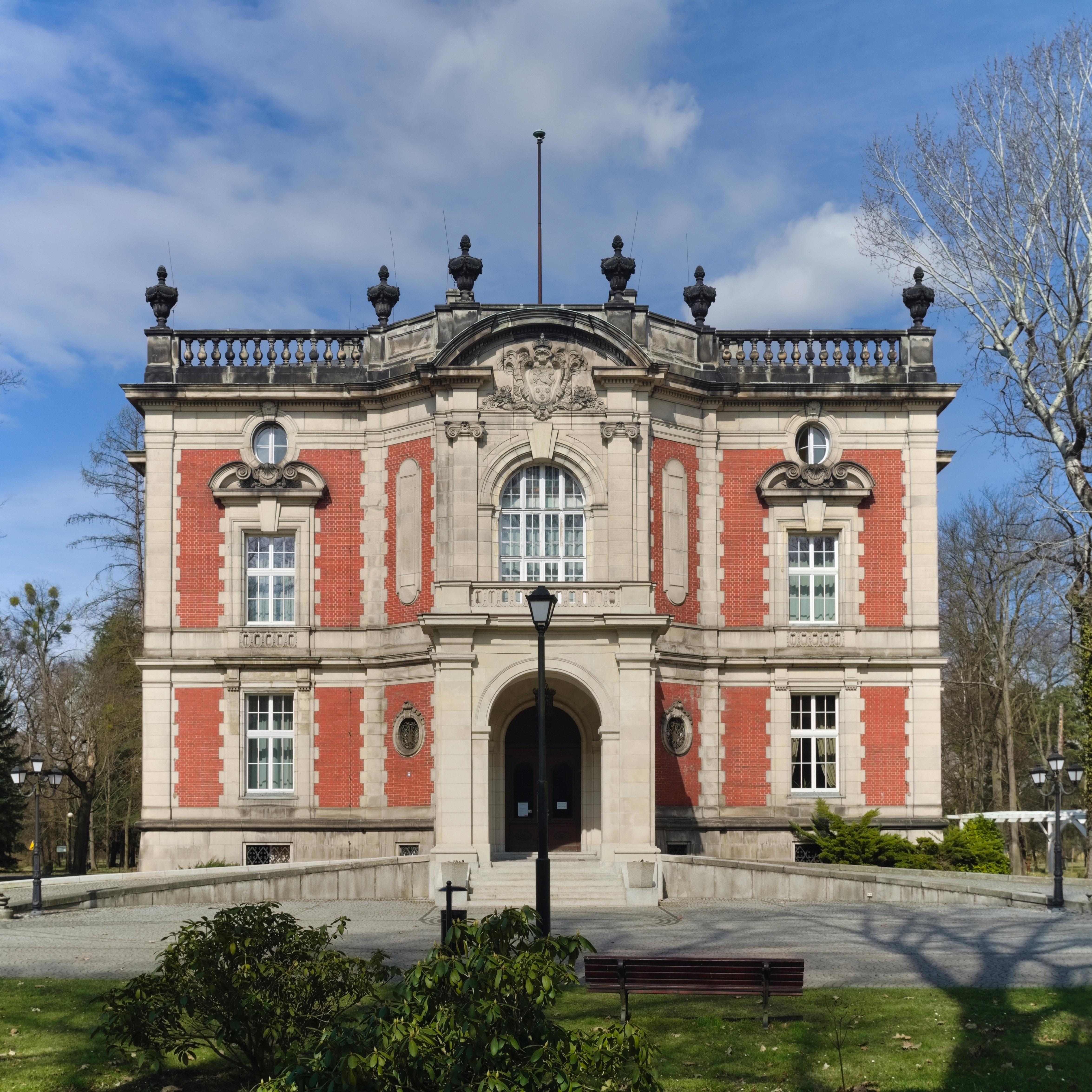
Кавалерпаласт, Нойдек. 1903–1906